# 亜復駅
亜復駅（あふくえき）とは、中華人民共和国吉林省吉林市竜潭区に位置する吉舒線の駅。

## 歴史
- 1966年　開業。

## 隣の駅
中華人民共和国鉄道部
吉舒線
金珠駅 - 亜復駅 - 大口欽駅
座標: 北緯44度03分51秒 東経126度31分55秒 / 北緯44.0642度 東経126.532度